# Pascal Chaumeil
Pour les articles homonymes, voir Chaumeil (homonymie).
Pascal Chaumeil est un réalisateur, scénariste et dialoguiste français, né le 9 février 1961 à Paris 12e et mort le 27 août 2015 à Paris 13e.

## Biographie
Depuis son adolescence, il rêve de cinéma et commence sa carrière en 1987 comme assistant réalisateur, notamment en travaillant auprès de Régis Wargnier sur le tournage de Je suis le seigneur du château ou de Pierre Tchernia sur Bonjour l'angoisse. Il entame ensuite une longue collaboration avec Luc Besson et travaille avec lui sur plusieurs films marquants des années 1990 : premier assistant metteur en scène pour Léon, réalisateur deuxième équipe pour Le Cinquième Elément et Jeanne d’Arc.
En parallèle de son travail d'assistant, il réalise des courts-métrages qui reçoivent plusieurs prix importants : le grand prix au festival du film d'humour de Chamrousse en 1995 et celui du festival du film policier de Cognac en 1996.
À partir des années 2000, il travaille régulièrement pour la télévision réalisant entre autres la mini-série L’Etat de grâce, avec Anne Consigny et des épisodes d’Engrenages et de Fais pas ci, fais pas ça. Il réalise aussi plus d'une centaine de films publicitaires entre 1997 et 2005.
En 2010, sort son premier long-métrage, L'Arnacœur. Cette comédie romantique racontant la rencontre de deux trentenaires interprétés par Romain Duris et Vanessa Paradis connaît un grand succès public et critique. L'Arnacoeur marque « l’éclosion d’une nouvelle comédie sophistiquée à la française, très calquée sur le cinéma américain », avec un scénario très travaillé, un attirance romantique irrésistible entre deux personnages que tout oppose (Romain Duris et Vanessa Paradis), des personnages secondaires qui enchaînent les gags (Julie Ferrier et François Damiens), des références à la pop culture et l'utilisation d'un tube iconique, The Time Of My Life en hommage à Dirty Dancing. Ce premier film est l'une des comédies françaises les plus populaires de la décennie, rassemble quatre millions de spectateurs français, reçoit cinq nominations aux Césars et en remporte deux, pour les seconds rôles Julie Ferrier et François Damiens.
Il confirme avec une autre comédie romantique en 2012, intitulée Un plan parfait et menée par Diane Kruger et Dany Boon. Les personnages sont cette fois presque quadragénaires, et l'histoire les amène au Kenya et à Moscou. Le film rassemble environ 1 million de spectateurs.
En 2014, il dirige Pierce Brosnan, Toni Collette, Aaron Paul et Imogen Poots dans la comédie dramatique indépendante Up and Down, adaptée du roman Vous descendez ?, de Nick Hornby, toujours inédite en France mais sélectionné à la Berlinale. Ce film noir et acide rassemble des personnages qui souhaitent se suicider.
Il poursuit dans cette veine internationale en réalisant les deux premiers épisodes de la série franco-britannique Spotless, diffusée en mars 2015 par la chaîne Canal+.
Il meurt le 27 août 2015 à l'âge de 54 ans des suites d'un cancer, et est inhumé au cimetière marin de Saint-Tropez. Il aura eu le temps de finir entièrement son dernier film Un petit boulot et d'assurer toute la post-production, malgré sa maladie. Produit par Gaumont, cet ultime film de Pascal Chaumeil est tiré d'un roman anglo-saxon signé Iain Levison, co-adapté par Michel Blanc.
L'annonce de sa mort prématurée entraîne de nombreux hommages d'acteurs et de professionnels de cinéma qui soulignent sa grande passion pour le cinéma et sa gentillesse.

## Filmographie

### Réalisateur

#### Longs métrages
- 2010 : L'Arnacœur
- 2012 : Un plan parfait
- 2014 : Up and Down (A Long Way Down)
- 2016 : Un petit boulot

#### Séries télévisées
- 1998 : Blague à part
- 2002 : Avocats et Associés
- 2005 : Engrenages - saison 1, épisodes 5 à 8
- 2006 : L'État de Grace d'après l’œuvre de Jean-Luc Gaget
- 2007 : Fais pas ci, fais pas ça, saison 1, épisodes 1, 2, 3 et 4.
- 2008 : Duel en ville, mini-série avec Patrick Chesnais et Xavier Beauvois
- 2008 : Fais pas ci, fais pas ça, saison 2, épisodes 1, 3, 4, 5 et 6.
- 2015 : Fais pas ci, fais pas ça, saison 7, épisode 6.
- 2015 : Spotless - épisodes 1 et 2
- 2017 : Glacé, série télévisée réalisée par Laurent Herbiet

#### Téléfilms
- 2003 : Clémence
- 2004 : Mer belle à agitée

#### Courts métrages
- 1995 : Peinard (coréalisateur : Denis Bardiau). Grand prix au festival de Chamrousse
- 1996 : Des hommes avec des bas. Grand prix du festival de Cognac
- 2001 : Liens sacrés

### 1erassistantréalisateur
- 1987 : L'Œil au beur(re) noir de Serge Meynard
- 1987 : Bonjour l'angoisse de Pierre Tchernia
- 1989 : Un été d'orages de Charlotte Brandström
- 1989 : Je suis le seigneur du château de Régis Wargnier
- 1992 : Sexes faibles! de Serge Meynard
- 1993 : Une nouvelle vie d'Olivier Assayas
- 1994 : Léon de Luc Besson

### Réalisateur2eéquipe
- 1999 : Jeanne d'Arc de Luc Besson
- 1998 : Les Couloirs du temps : Les Visiteurs 2 de Jean-Marie Poiré
- 1997 : Le Cinquième Élément de Luc Besson
- 1982 : Ça va faire mal ! de Jean-François Davy